# 14 Sagittarii
Désignations
14 Sagittarii (en abrégé 14 Sgr) est une étoile géante de type spectral K2III située dans la constellation du Sagittaire.
C'est une étoile variable suspectée, avec une possible amplitude de variation de moins de 0,03 magnitude qui a été constatée dans les données photométriques du satellite Hipparcos.